# Irene Stelling
Irene Stelling (25 de julho de 1971) é uma ex-futebolista dinamarquesa que atuava como atacante.

## Carreira
Irene Stelling representou a Seleção Dinamarquesa de Futebol Feminino, nas Olimpíadas de 1996. 